# Wzgórze Kościuszki (Kotlina Jeleniogórska)
Wzgórze Kościuszki (niem. Faurant Berge, Kavalierberg, ok. 400 m n.p.m.) – rozległe wzniesienie w południowo-zachodniej Polsce, w Jeleniej Górze, w północnej części Kotliny Jeleniogórskiej, w północnej części Wzgórz Łomnickich.

## Położenie
Wzniesienie położone w północnej części Kotliny Jeleniogórskiej, na północnym skraju Wzgórz Łomnickich, około 1200 m na południowy zachód (SSW) od dworca kolejowego w Jeleniej Górze. Na północnym wschodzie łączy się ze Wzgórzem Generała Grota-Roweckiego i Wzgórzem Partyzantów, na wschodzie ze Wzgórzem Wandy.

## Opis
Wzgórze Kościuszki jest rozległym, niezbyt wysokim wzniesieniem Wzgórz Łomnickich, w ich północnej części. Zbocza są łagodne, jedynie miejscami dość strome, a wierzchołek kopulasty. Na południowym zachodzie znajduje się niższy wierzchołek o wysokości 372 m n.p.m.

## Budowa geologiczna
Wzniesienie zbudowane z granitów karkonoskich w odmianie porfirowatej, średnio- i gruboziarnistych, uformowane w wyniku ich selektywnego wietrzenia. Na szczycie i zboczach występują nieliczne, niewielkie granitowe skałki oraz liczne bloki. Na niektórych z nich widoczne są różne formy wietrzenia granitu.

## Zagospodarowanie
Większą część masywu porastają drzewa, jest założenie parkowe z wieloma drzewami egzotycznymi lub rzadkimi, licznymi dróżkami, ścieżkami, schodami i pomnikami. Na niższym wierzchołku znajduje się model przekroju geologicznego przez Sudety Zachodnie. Południowo-wschodnie zbocza zajmuje cmentarz, z pozostałych stron zabudowa Jeleniej Góry.
W latach 1852–1853 wybudowane zostały trzy hale oraz korytarze służące jako magazyny na piwo i wino dla restauracji Felsenkeller. Po wojnie obiekt służył jako pieczarkarnia, magazyn ryb, a następnie do 2005 roku mieściły się tam 3 dyskoteki. W 2014 roku podjęto decyzję o wydzierżawieniu kompleksu na 25 lat firmie „Arado”, która zobowiązała się do jego adaptacji dla celów podziemnej trasy turystycznej. Stosowną umowę zawarto w 2015 roku. Trasa funkcjonuje pod nazwą „Time Gates – Bramy Czasu”.

## Turystyka
Wschodnimi zboczami Wzgórza Kościuszki przechodzi  żółty szlak turystyczny, prowadzący od stacji kolejowej Jelenia Góra do Sosnówki przez Czarne, Witoszę, Staniszów i Grodną.